# Reprezentacja Gruzji w koszykówce mężczyzn
Reprezentacja Gruzji w koszykówce mężczyzn - drużyna, która reprezentuje Gruzję w koszykówce mężczyzn. Za jej funkcjonowanie odpowiedzialny jest Gruziński Związek Koszykówki (GBF). Nigdy nie udało jej się zakwalifikować do Mistrzostw Świata, czy Igrzysk Olimpijskich. W 2010 Gruzja zadebiutowała w eliminacjach Dywizji A Mistrzostw Europy. W 2013 roku reprezentacja Gruzji po raz pierwszy zagra w Mistrzostwach Europy. 

## Udział w imprezach międzynarodowych
- Mistrzostwa Europy
  - 2013 - 17. miejsce